# Chodaganga
Chodaganga  est un roi du royaume de  Polonnaruwa dans l'actuel Sri Lanka de 1196 à 1197.

## Circonstances
Chodaganga est le fils d'une sœur de Nissanka Malla. Il est donc le cousin de Vira Bahu I et le neveu maternel
de Vikramabahu II à qui il succède en usurpant le trône de Polonnaruwa. Il ne règne que 9 mois avant d'ête déposé et aveuglé par le général Senevirat qui intronise alors comme souveraine la reine Lilavati, l'épouse principale de Parakramabahu I.